# Boiu Mare
Boiu Mare é uma comuna romena localizada no distrito de Maramureș, na região histórica da Transilvânia. A comuna possui uma área de 69.14 km² e sua população era de 1195 habitantes segundo o censo de 2007.